# برينت بوت
برينت بوت هو كاتب وممثل كندي، ولد في 3 أغسطس 1966 في كندا.

## وصلات خارجية
- برينت بوت على موقع IMDb (الإنجليزية)
- برينت بوت على موقع قاعدة بيانات الفيلم (الإنجليزية)